# Пророк (книга)
«Пророк» (англ. The Prophet) — книга ліванського письменника, філософа Халіля Джебрана. Книга написана англійською мовою, вперше опублікована в 1923 році.
Книга складається з 28 поем у прозі, в яких Халіль Джебран розмірковує над такими явищами, як любов, шлюб, праця, радість і журба, злочин і кара, закони, свобода, біль, самопізнання, дружба, добро і зло, краса, віра, смерть.
Книгу перекладено понад 40 мовами.

## Український переклад
Українською мовою книгу «Пророк» переклав Павло Насада. Вперше опубліковано у журналі «Всесвіт» (№1, 1995 р.).